# Duitse reus

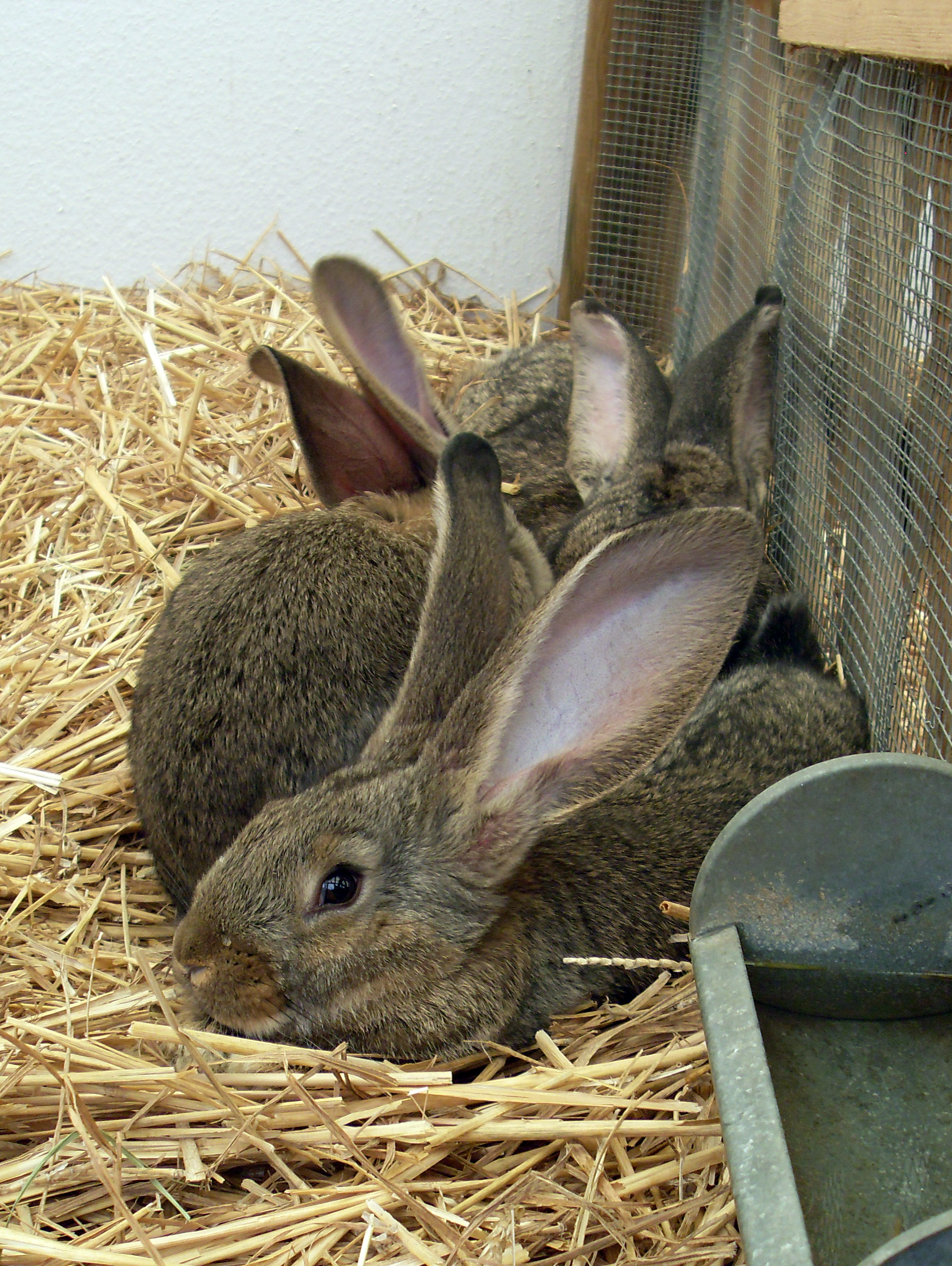
Duitse reus

De Duitse reus is het grootste konijnenras ter wereld.
Met een lichaamslengte van ongeveer 75 centimeter, een oorlengte van 20 centimeter en een maximumgewicht van 11,5 kg is dit ras zwaarder dan de Vlaamse reus, maar de grootte is hetzelfde.
Bij extreem grote exemplaren bestaat het gevaar dat botten en gewrichten het gewicht van het konijn niet kunnen dragen.